# Bucrani

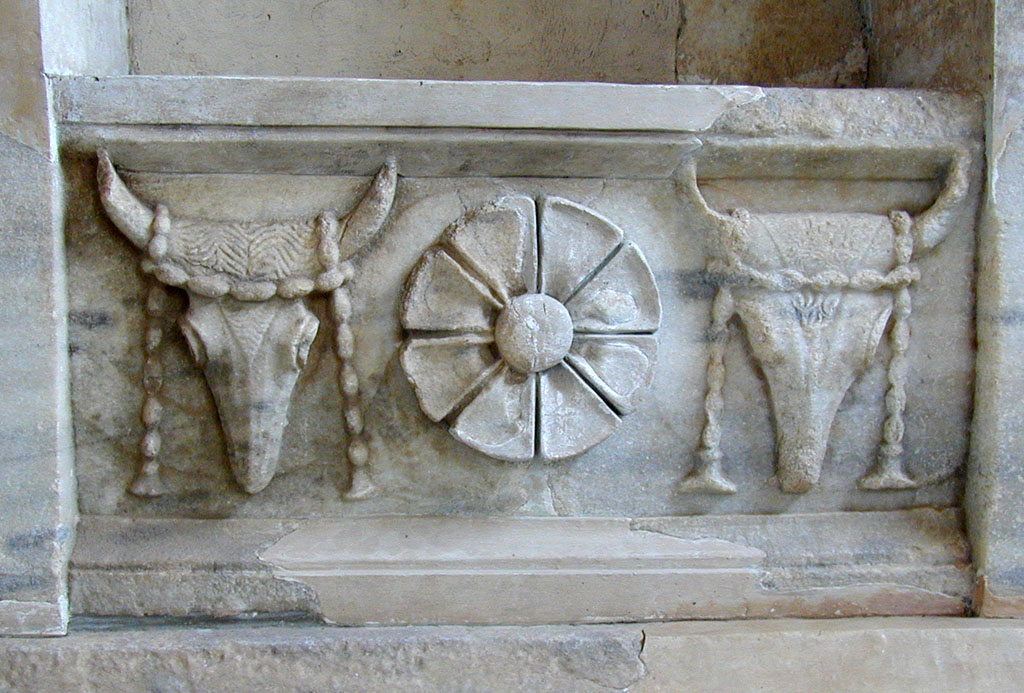
Bucranis amb garlandes en un fris provinent de la Rotonda d'Arsinoe (c. 280 aC) del santuari dels Grans Déus del complex de Samotràcia

Un bucrani (en llatí: bucranium, en plural bucrania, del grec βουκράνιον, en referència a la calavera d'un bou) era una forma comuna de la decoració tallada en l'arquitectura clàssica, que es feia servir per a omplir les mètopes entre els tríglifs dels frisos de temples dòrics.
Els baixos relleus o decoració pintada consistent en una sèrie de cranis de bou embolicats o decorats amb garlandes de fruites o flors va ser un motiu romà als altars de marbre, que han sobreviscut en cert nombre; el motiu també va ser utilitzat més endavant als edificis del Renaixement, del barroc i del neoclassicisme.
El nom es considera generalment que és una referència a la pràctica del sacrifici de bous amb garlandes, els caps dels quals es mostraven a les parets dels temples, una pràctica amb una llarga història, que es remunta al sofisticat assentament neolític de Çatalhöyük a l'est d'Anatòlia, on els cranis de bestiar eren coberts amb guix blanc.
Un ric i festiu ordre dòric es va emprar per a la basilica Aemilia al Forum Romanum a Roma; bastant d'aquest fou alçat per Giuliano da Sangallo per fer-ne un dibuix, c 1520, reconstruint la façana (Codex Vaticano Barberiniano Latino 4424); l'alternança dels plats de libació anomenats paterae amb bucrania a les mètopes reforça la solemnitat del tema sacrificial. Amb el temps, durant el segle xvi, la connexió entre els sacrificis i els bucranis va passar a formar part d'un vocabulari decoratiu que evocava l'antiga Roma.